# جودي ديفيس
جوديث «جودي» ديفيس (بالإنجليزية: Judy Davis)‏ (ولدت في 23 أبريل 1955) ممثلة أسترالية، شاركت في العديد من الأعمال؛ وكان آخرها المسلسل الأمريكي عداء الذي تم إصداره سنة 2017.

## روابط خارجية
- جودي ديفيس في موسوعة المرأة والقيادة في القرن العشرين
- جودي ديفيس على موقع IMDb (الإنجليزية)
- جودي ديفيس على موقع روتن توميتوز (الإنجليزية)
- جودي ديفيس على موقع ألو سيني (الفرنسية)
- جودي ديفيس على موقع ميوزك برينز (الإنجليزية)
- جودي ديفيس على موقع تيرنر كلاسيك موفيز (الإنجليزية)
- جودي ديفيس على موقع أول موفي (الإنجليزية)
- جودي ديفيس على موقع قاعدة بيانات الأفلام السويدية (السويدية)
- جودي ديفيس على موقع إن إن دي بي (الإنجليزية)
- جودي ديفيس على موقع قاعدة بيانات الفيلم (الإنجليزية)
- جودي ديفيس على موقع كينوبويسك (الروسية)